# Clube Desportivo Estrela Vermelha de Maputo
Maillots
L'Estrela Vermelha est un club mozambicain de football basé à Maputo.

## Palmarès
- Coupe du Mozambique :
  - Finaliste en 1986